# B'z LIVE in なんば
『B'z LIVE in なんば』（ビーズ・ライブ・イン・なんば）は、日本のロックユニット・B'zの10作目の映像作品（8作目のDVD）。

## 概要
2006年9月1日に、なんばHatchで行われた、1400名限定の招待制ライブ『B'z NETWORK LIVE in Japan』を収録。招待者は、B'zのアルバム『MONSTER』購入時に同封されているハガキによる応募やネット応募から抽選で決定された。ドワンゴの提供によって行われ、このライブ映像はアメリカのライブ映像の世界配信事業Control Room（当時 Network LIVE）社によって、世界に配信された。
『B'z LIVE-GYM 2006 "MONSTER'S GARAGE"』終了後間もなく行われたため、前ライブを収録したDVD『B'z LIVE-GYM 2006 "MONSTER'S GARAGE"』と選曲の大半が重複している。ただし、世界配信されるということが事前に決定していたためか、「HOME」の全英詞バージョンや「Real Thing Shakes」、「DEVIL」、「Brighter Day」と、全英詞の曲が多く追加された。　
ステージ上には映像を映すビジョンが設置されたが、他の大がかりなセットは使用せず、シンプルなステージセットとなった。
2010年にBlu-ray Disc化が発表され、2008年9月17日にリリースされたベスト・アルバム『B'z The Best "ULTRA Treasure"』付属の特典DVD『B'z SHOWCASE 2007 -19- at Zepp Tokyo』の映像と共に、『B'z LIVE in なんば 2006 & B'z SHOWCASE 2007 -19- at Zepp Tokyo』として12月22日に発売。

## 収録会場
- なんばHatch

## 演奏

### メンバー
- 松本孝弘：ギター・プロデュース
- 稲葉浩志：ボーカル

### サポートメンバー
- 増田隆宣：キーボード
- シェーン・ガラース ：ドラム
- 徳永暁人（from doa）：ベース
- 大田紳一郎（from doa）：ボーカル＆ギター

## 収録曲
1. ALL-OUT ATTACK
2. juice
3. ピエロ
4. ネテモサメテモ
5. ゆるぎないものひとつ
6. Real Thing Shakes
  - 原曲よりBPMが早い。
7. DEVIL
8. Brighter Day
  - ライブ初披露。
9. TAK'S SOLO
  - 『B'z LIVE-GYM 2006 "MONSTER'S GARAGE"』では洋楽のカバーが披露されていたが、今回はセッションのみとなっている。
10. 雨だれぶるーず
11. HOME
  - 全英詞バージョンは初披露。
12. MONSTER
13. 衝動
14. 愛のバクダン
15. LOVE PHANTOM
16. ギリギリchop
  - ジャムセッションからスタート。
17. SPLASH!
  - ここからアンコール。稲葉と観客との掛け合いからスタート。
18. RUN